# Lindenia
Lindenia é um género de libélula.